# Almenar (kommunhuvudort)
Almenar är en kommunhuvudort i Spanien.   Den ligger i provinsen Província de Lleida och regionen Katalonien, i den nordöstra delen av landet, 400 km öster om huvudstaden Madrid. Almenar ligger 307 meter över havet och antalet invånare är 3 540.
Terrängen runt Almenar är platt åt sydväst, men åt nordost är den kuperad. Terrängen runt Almenar sluttar söderut. Runt Almenar är det ganska tätbefolkat, med 52 invånare per kvadratkilometer. Närmaste större samhälle är Almacelles, 13,0 km sydväst om Almenar. Trakten runt Almenar består till största delen av jordbruksmark.